# حزب مردم (یوتا)
حزب مردم حزبی سیاسی در قلمروی یوتا، ایالات متحده در اواخر سدهٔ نوزدهم بود. این حزب توسط کلیسای عیسی مسیح قدیسان آخر الزمان و نشریه آن، دزرت نیوز، حمایت می‌شد. این حزب مخالف حزب لیبرال بود.